# Ö
Ö ali ö je črka, ki se uporablja v več razširjenih latinskih pisavah ali pa kot črka O s preglasom za označitev sprednjih samoglasnikov [ø] ali [œ].
Uporablja se v treh germanskih jezikih, vključno z nemščino. V nemški abecedi črka Ö ni samostojna črka, ampak različica črke O s preglasom. Preostala dva germanska jezika, v katerih se uporablja črka Ö, sta švedščina in islandščina. V abecedah teh dveh jezikov je črka Ö obravnavana kot samostojna črka. V švedščini je ö tudi beseda, ki pomeni 'otok'. V danščini in norveščini se namesto črke Ö uporablja črka Ø.
Črka Ö se uporablja tudi v uralskih jezikih kot so madžarščina, finščina in estonščina ter v turščini in drugih turških jezikih. V madžarščini črka Ő označuje daljšo izgovarjavo glasu, ki se zapisuje s črko Ö. V turških jezikih, ki so zapisovani v cirilici, samoglasnika [ø] ali [œ] označuje črka Ө.
Ker spominja na obraz z dvema očesoma in odprtimi usti, je črka Ö uporabljana tudi kot čustveni simbol v elektronski besedilni komunikaciji, kjer označuje presenečenje ali nejevernost.